# 박상준 (축구 선수)
박상준(朴上俊, 2003년 11월 19일 ~ )는 대한민국의 축구 선수로, 포지션은 중앙 미드필더, 수비형 미드필더, 센터백다. 현재 전남 드래곤즈에서 뛰고 있다.